# Гободо-Мадикизела, Пумла
Пумла Гободо-Мадикизела (Pumla Gobodo-Madikizela; род. 15 февраля 1955, Кейптаун, Западно-Капская провинция) — южноафриканская психолог и исследовательница исторических травм и их межпоколенческих последствий, а также того, что может означать «исправление» оных последствий. Доктор философии, профессор Стелленбосского университета, где занимает кафедру истории насилия и трансгенерационных травм, а также исследовательскую кафедру исторических травм и трансформации. Много писала о жертвах и виновниках грубых нарушений прав человека, как и о прощении и раскаянии. Среди ее книг — получившая признание критиков A Human Being Died that Night: A South African Story of Forgiveness (Houghton Mifflin, 2003), переиздававшаяся семь раз (переводилась на голландский, немецкий, итальянский и корейский языки), удостоившаяся премии Святого Христофора и Alan Paton Award. Член Академии наук Южной Африки. Лауреат Темплтоновской премии (2024).
Пережитый апартеид глубоко повлиял на ее творчество. Получила образование в области психологии, докторскую степень по этой специальности в Университете Кейптауна. В 1990-х годах член Комиссии по установлению истины и примирению; ей довелось интервьюировать заключенного в тюрьму командира эскадронов убийц Eugene de Kock. С 2003 по 2012 год прошла путь от ассоциированного профессора до фул-профессора на кафедре психологии в Университете Кейптауна. Затем заняла исследовательскую профессорскую должность в University of the Free State. Автор девяти книг.
В 2005 году вошла в число «100 людей, которые изменили мир» в постоянной экспозиции Зала героев в National Underground Railroad Freedom Center в Цинциннати. Почетный доктор Университета Родса (2019). Является практикующей христианкой. Ее брак распался из-за ранней измены супруга. Есть взрослый сын.